# Bektashisme

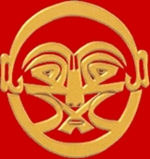
Kalligrafie in het bektashisme

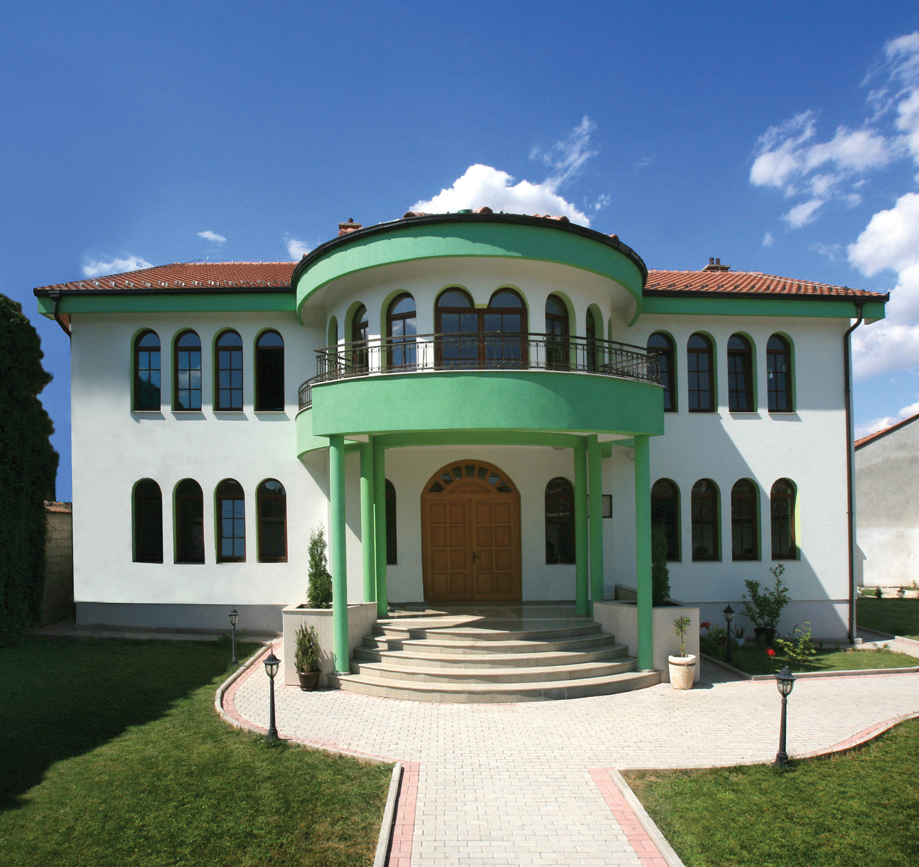
Een bektashi tekke

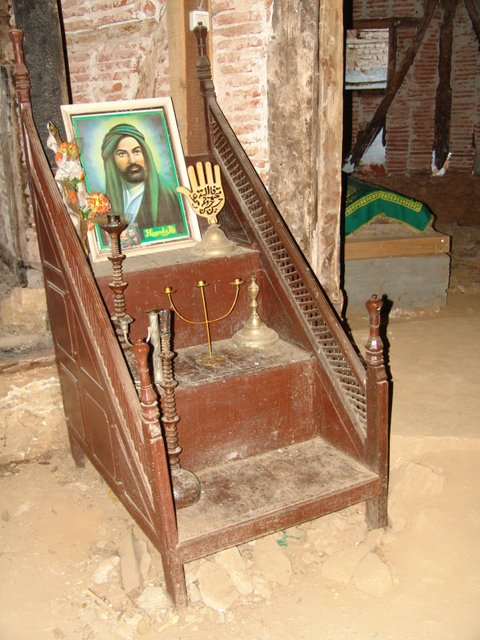
Harabati Baba Tekke

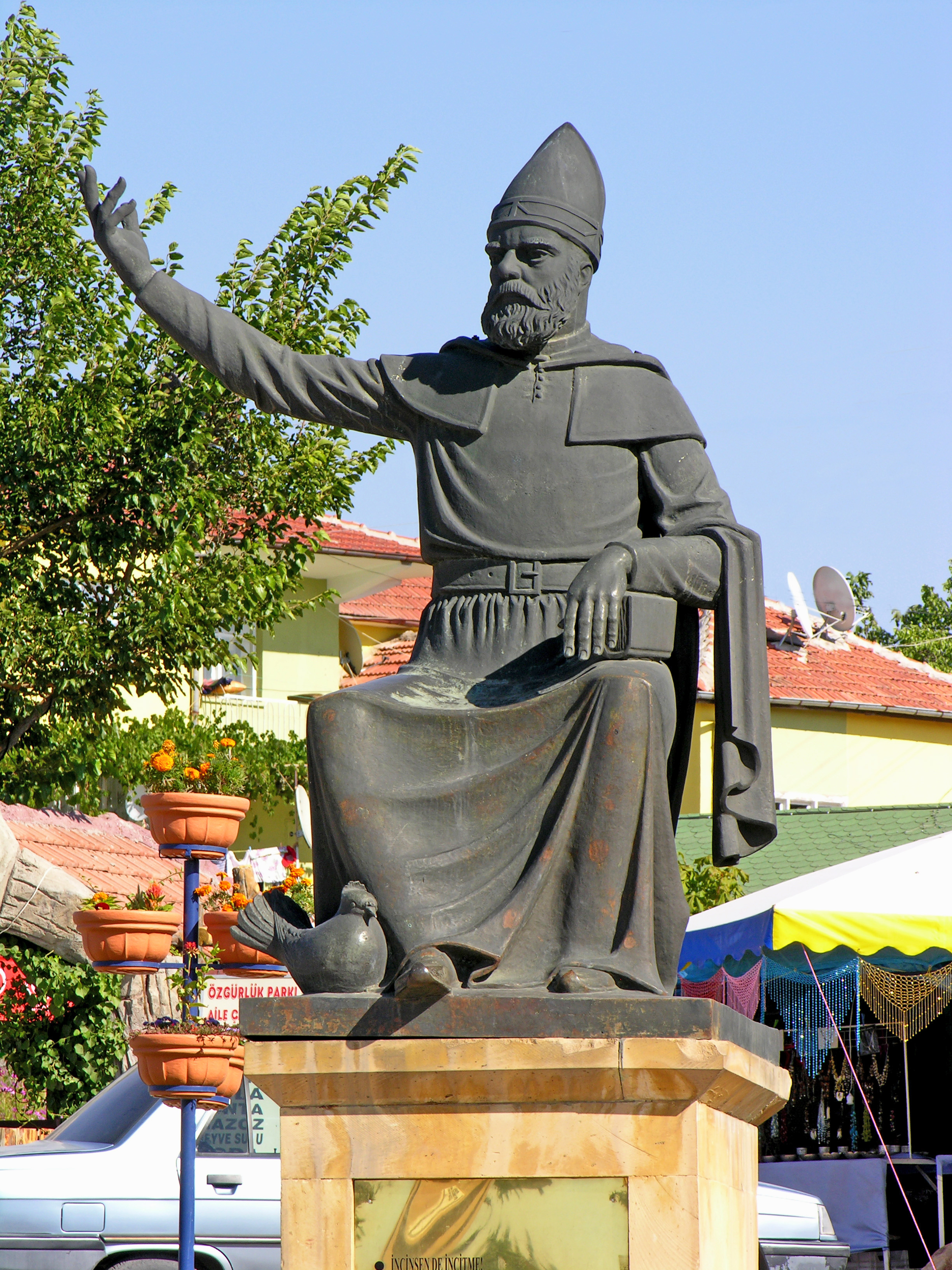
Standbeeld van Hadji Bektasj Veli

Het bektashisme of de Bektashi orde van derwisjen (Turks: Bektâşîlik of Bektaşi) is een van de bekendste tariqa's in het soefisme, gericht op de mystieke leer van de Twaalf Imams. In geloofsleer en -praktijk lijkt het veel op de Mevlevi-orde (met onder andere de Sema). De Bektashi soefi-orde is vernoemd naar de alevitische mysticus en sayyid Hadji Bektasj Veli. Hoewel Hadji Bektasj Veli als een leraar van het alevitisme wordt gezien en nooit een eigen soefi-orde heeft gesticht, is er een aantal eeuwen na zijn dood op initiatief van Balim Sultan een aparte bektashi soefi-orde doorgegaan als het bektashisme, welke ook in delen van de Balkan is verspreid. De grootste bektashi tekke (ontmoetings- en gebedsplaats) bevindt zich in Albanië. Ook in Michigan, de Verenigde Staten van Amerika bevindt zich een bektashi tekke gesticht door de bektashi leraar Baba Rexheb, een schrijver van veel boeken over de islamitische mystiek en het bektashisme. Net als de alevieten beschouwen de bektashi zich als volgers van de islamitische profeet Mohammed, zijn 12 imams en hun afstammeling Hadji Bektasj Veli. Zij geloven dat het pad van Bektasj het pad van Ali ibn Aboe Talib is. Tegenwoordig spreekt men zelfs van een bektasisch-alevitische synthese en zijn voor velen de woorden Alevi en Bektași synoniem aan elkaar. De bektashi geloven net als de alevieten dat de Koran het onveranderde Woord van Allah is en dat er naast een Zahir (openlijke) interpretatie ook een Batin (verborgen, mystieke) interpretatie bestaat. 
Een verschil tussen het bektashisme en het alevitisme is dat een spirituele gids of leraar (murshid) bij de alevieten een sayyid (afstammeling Mohammed en de 12 imams) moet zijn, ook wel Dede genoemd, terwijl dat bij de bektashi geen verplichting is.
Het bektashisme wordt ook beschreven in het boek Mystical Dimensions of Islam, door Annemarie Schimmel.